# Sigurd Ullstreng
Sigurd Ullstreng fue un noble del siglo XI en la Noruega de finales de la Era vikinga. Era lendmann de Viggja y gobernador de Trøndelag, vasallo y miembro del hird de Magnus III de Noruega entre 1093 y 1103. Participó en la batalla de Götaland junto al rey durante las guerras fronterizas de Viken contra Dinamarca y Suecia.
Sigurd es, no obstante, más conocido por su enfrentamiento en 1093 contra los rebeldes de Steigar-Tore que junto a Egil Askjellsson de Sogn y el danés Svein Haraldsson, pretendiente a la corona, se levantaron en armas contra el rey Magnus. Perdió la batalla que fue especialmente cruenta, incluso tras ocupar la ciudad de Trøndelag, Svein siguió matando a sus oponentes, aunque Sigurd pudo escapar y librarse del mismo destino.
Aparece en un cuento popular nórdico, Gísls þáttr Illugasonar (Historia de Gísl Illugason), acusando a Gísl Illugason del crimen pues en lugar de pedir compensación (wergeld) por un crimen cometido por un hombre del rey, se limitó a matarle. Sigurd justificó su condena a muerte no por venganza, sino por no cumplir con la ley nórdica y amparándose en que los hombres del hird real son la línea inquebrantable para mantener al rey a salvo.
Fue responsable de la fundación de la Abadía de Nidarholm en la isla del mismo nombre (hoy Munkholmen) en el año 1100, dedicado a San Benito y San Lorenzo, aunque otras fuentes afirman que fue Canuto el Grande quien dio los primeros pasos para crear un monasterio en 1028.